# مقاطعة لي (ألاباما)
مقاطعة لي (بالإنجليزية: Lee County, Alabama)‏ هي إحدى مقاطعات ولاية ألاباما في الولايات المتحدة. تأسست سنة 1866، بلغ عدد سكانها 147257 نسمة في عام 2010 حسب إحصاء مكتب تعداد الولايات المتحدة وتصل الكثافة السكانية فيها 88.9 نسمة/كم2.

## أعلام
- دانيلا داوني
- روبرت لي بولارد

## وصلات خارجية
- www.leeco.us